# Endre Palócz
Endre Palócz   (Budapest, 23 de març de 1911 - Budapest, 11 de gener de 1988) va ser un tirador d'esgrima hongarès, especialista en floret i sabre, que va competir entre les dècades de 1930 i 1950.
El 1948 va prendre part en els Jocs Olímpics d'Estiu de Londres, on va disputar dues proves del programa d'esgrima. En ambdues quedà eliminat en sèries. Quatre anys més tard, als Jocs de Hèlsinki, guanyà la medalla de bronze en la competició de floret per equips, mentre en la de floret individual quedà eliminat en semifinals.
En el seu palmarès també destaquen quatre medalles al Campionat del Món d'esgrima, dues d'or i dues de bronze, entre 1951 i 1955, així com onze campionats nacionals. Una vegada retirat, el 1957, passà a exercir d'entrenador.